# Edåsa socken
Edåsa socken i Västergötland ingick i Gudhems härad och är sedan 1971 en del av Skövde kommun, från 2016 inom Vretens distrikt.
Socknens areal är 25,88 kvadratkilometer varav 25,75 land. År 1990 fanns här 101 invånare.  Den tidigare sockenkyrkan Edåsa kyrka ligger i socknen medan den nuvarande sockenkyrkan är Vretens kyrka, gemensam med Ljunghems socken och som ligger i den socknen.

## Administrativ historik
Socknen har medeltida ursprung. 
Vid kommunreformen 1862 övergick socknens ansvar för de kyrkliga frågorna till Edåsa församling och för de borgerliga frågorna bildades Edåsa landskommun. Landskommunen uppgick 1952 i Värsås landskommun som 1971 upplöstes då denna del uppgick i Skövde kommun. Församlingen uppgick 1996 i Vretens församling som 2010 uppgick i Värsås-Varola-Vretens församling.
1 januari 2016 inrättades distriktet Vreten, med samma omfattning som Vretens distrikt församling hade 1999/2000 och fick 1996, och vari detta sockenområde ingår.
Socknen har tillhört län, fögderier, tingslag och domsagor enligt vad som beskrivs i artikeln Gudhems härad.

## Geografi
Edåsa socken ligger norr om Tidaholm kring Ösan. Socknen är en öppen slättbygd vid ån omgiven av skogsbygd.

## Fornlämningar
En hällkista från stenåldern är funnen. Från järnåldern finns gravar, stensättningar och domarringar. På kyrkogården finns en gravsten försedd med en runinskrift. På en åkermark nära Frälsegården har man anträffat skadade förhistoriska krukskärvor, möjligen från gravurnor. En del hällristningar finns även här. Två skålgropar finns på gården Gökstorp och ett exemplar nära Torestorp och Skattegården med hela fem skålgropar. Fossila åkermarker finns över hela socknen.Vid gården Gökstorp finns dessutom ett möjligt boplatsområde som kan vara lika gammal som hällristningen med fynd av mörkfärgningar, stolphål, härdar och sotfläckar.

## Namnet
Namnet skrevs 1346 Edhasom och kommer från kyrkbyn. Efterleden är ås. Förleden är ed, här '(gång)väg, stig'. Kyrkbyn ligger på en långsträckt höjd.